# Bellator ribeiroi
Bellator ribeiroi és una espècie de peix pertanyent a la família dels tríglids.

## Descripció
- Fa 9,9 cm de llargària màxima.[5][6]

## Hàbitat
És un peix marí, demersal i de clima tropical que viu entre 37-55 m de fondària.

## Distribució geogràfica
Es troba a l'Atlàntic occidental: des del mar Carib fins al nord de Sud-amèrica i el Brasil.

## Observacions
És inofensiu per als humans.